# Ахелоос
Ахе́лоос (грец. Αχελώος) — річка у західній Греції, одна з найдовших у країні. Протікає через 4 периферії Греції: Фессалія, Епір, Центральна Греція та Західна Греція.
Названа на честь річкового бога Ахелоя.
Довжина річки — 217 км, площа басейну — 6 329 км².

## Течія
Починається в номі Трикала в горах Пінду біля підніжжя гори Лакмос на висоті 2 000 м. У верхів'ї приймає першу притоку Аспропотамос (біла річка). Далі є кордоном між номами Арта (в Епірі) та Етолія і Акарнанія (у периферії Західна Греція) на заході та номами Трикала, Кардиця (Фессалія) і Евританія (Центральна Греція) на сході. У середній течії приймає притоки зліва Аграфіотіс, Мегдова. В горах Панаїтоліко була збудована гребля Стратос, перед якою утворилося водосховище шириною 10-15 км. Через нього був збудований 2-кілометровий міст. В гирлі річка поділяється на кілька рукавів, які впадають до лагун Аїтоліко та Месолонгіон Іонічного моря.

## Історія
В античні часи служила природним кордоном між Етолією та Акарнанією. В давні часи називалась Тоас, Тестіос, Аксенос. Пізніше названа на честь Ахіллеса. В 1960-их роках на річці були збудовані греблі та гідроелектростанції Кремаста та Кастракі, які дають електроенергію західній Греції. Через водосховища збудовані 2 арочні мости.

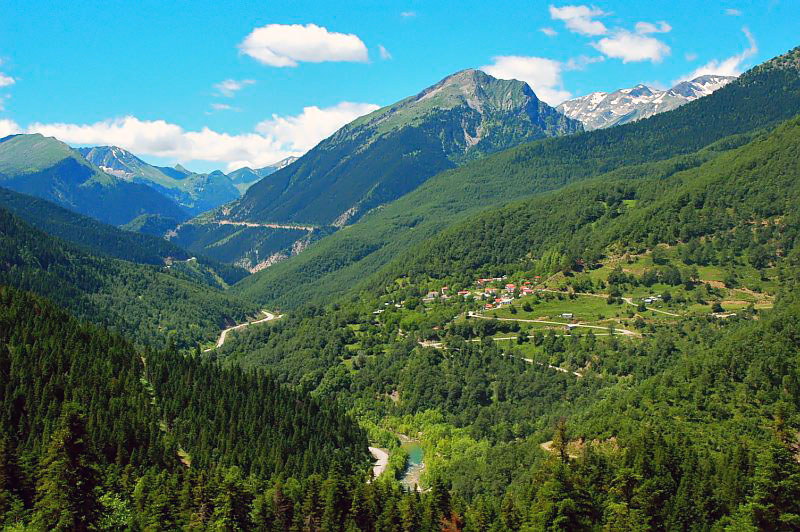
Долина Аспропотамос
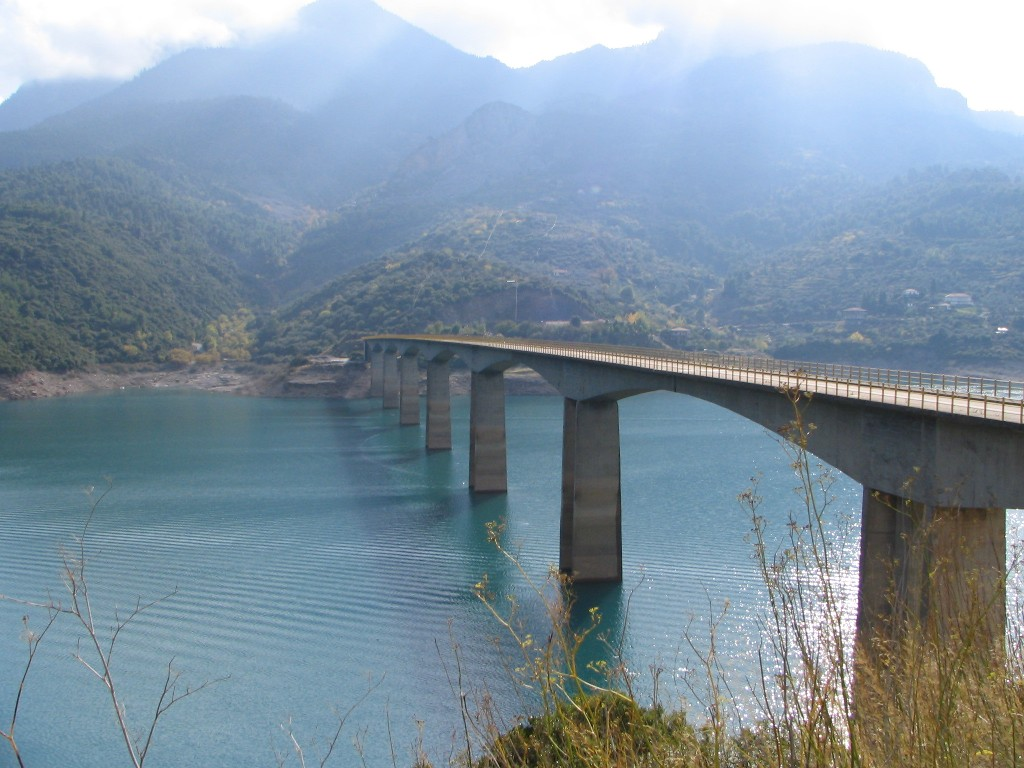
Міст Татарнас через озеро Кремаста